# Monardia malaisei
Monardia malaisei är en tvåvingeart som beskrevs av Jaschhof 2009. Monardia malaisei ingår i släktet Monardia, och familjen gallmyggor. Arten är reproducerande i Sverige.